# Lithacodia polygramma
Lithacodia polygramma är en fjärilsart som beskrevs av Eugen Johann Christoph Esper 1790. Lithacodia polygramma ingår i släktet Lithacodia och familjen nattflyn. Inga underarter finns listade i Catalogue of Life.